# Кориченці
Кориченці — пасажирський зупинний пункт Жмеринської дирекції Південно-Західної залізниці, розташований на дільниці Жмеринка — Гречани між станцією Комарівці (відстань — 5 км) і зупинним пунктом Нова Гута (4 км). Відстань до ст. Жмеринка — 46 км, до ст. Гречани — 60 км.